# أرشيف مطبوعات العلوم الإنسانية

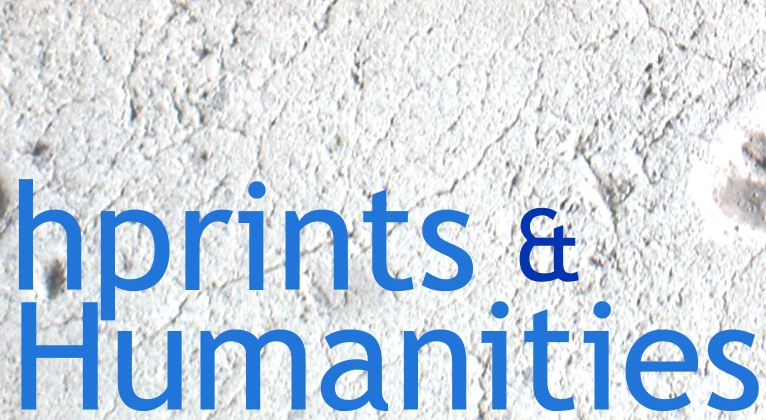

أرشيف مطبوعات العلوم الإنسانية (hprints) (تنطق في الإنجليزية إيتش برينتس) هو ربيدة للمسودات الإلكترونية للأوراق العلمية في مجالي الفنون والعلوم الإنسانية ويمكن الوصول إليه بحرية عبر الإنترنت نظرًا لأنه يتكون من مستودعات للوصول المفتوح التي تهدف إلى جعل الوثائق العلمية متاحة للجميع وتوصيلها إلى أكبر عدد ممكن من الجمهور.

## مشروع أرشيف مطبوعات العلوم الإنسانية
يهدف أرشيف مطبوعات العلوم الإنسانية إلى جعل أبحاث دول الشمال متاحة من خلال وصول مفتوح إلى أرشيف إلكتروني للنصوص الكاملة عبر الإنترنت ويُزعم أن الاقتصار على دول الشمال هو قصر أولي لأسباب تمويلية بشكل أساسي. سيحتوي الأرشيف في المقام الأول على وثائق للأبحاث الإلكترونية في شكل مسودات، وطبعات، وأوراق عمل، وفصول كتب، وتقارير مؤتمرات، ومخطوطات لمحاضرات وغيرها. وتقوم مكتبة جامعة كوبنهاغن وأعضاء الاتحاد بإعداد الأرشيف والمحافظة عليه وتطويره. وأعضاء الاتحاد الأصليون هم:
- مكتبة جامعة كوبنهاغن، وهي جزء من المكتبة الملكية الدانماركية)
- كلية العلوم الإنسانية، في جامعة كوبنهاغن
- مكتبة جامعة لوند
- ميوزيم توسكولانيوم بريس، ناشر أكاديمي
- مكتبة جامعة أوسلو

تقديم المواد النصية الإلكترونية إلى الأرشيف يعد أمرًا لا مركزيًا ويتم على مستوى الباحثين المستقلين المحليين أو على مستوى فريق البحث.

## استخدام أرشيف مطبوعات العلوم الإنسانية
بما أن أرشيف مطبوعات العلوم الإنسانية هو أداة للتواصل العلمي بين الباحثين الأكاديميين، الذين يمكنهم تحميل مواد البحث النصية بالكامل مثل المقالات، والدراسات، وأوراق المؤتمرات، وفصول الكتب وغيرها، فينبغي أن يتماثل محتوى المواد الموضوعة مع مواد الأبحاث العلمية التي يعتبرها الدارس مناسبة للنشر في صحيفة علمية خاضعة لمراجعة الأقران على سبيل المثال.
ومن الممكن البحث عن الورقة في الموضوعات المحددة والعثور عليها من خلال البحث في شبكة الإنترنت. ثانيًا، يتم تخزين جميع الأوراق المقدمة بشكل دائم والحصول على عنوان ويب ثابت، كما هو الحال مع الورقة الواردة في هذا المثال:
```
Pietism and the politics of catechisms
Horstbøll H.
Scandinavian Journal of History 29, 2 (2004) p.
 
143-160

http://www.hprints.org/hprints-00254947/en/
```

## معلومات تاريخية
في مايو عام 2007، منحت وكالة تمويل المكتبات في دول الشمال Nordbib، مشروع أرشيف مطبوعات العلوم الإنسانية مبلغ 287,000 كرونة دانماركية كجزء من برنامجها التمويلي حزمة العمل 2: التركيز على مجالي المحتوى وإمكانية الوصول (Work Package 2: Focus area on Content and Accessibility). وقد تم التخطيط لإطلاق أرشيف بعد هذا التاريخ بعام واحد أي في يونيو 2008 تقريبًا: يحرص مشروع أرشيف مطبوعات العلوم الإنسانية على توفير السياسة والبنية التحتية الفنية التي تسمح بالوصول المفتوح للبحث في مجالي الفنون والعلوم الإنسانية. كان من المفترض أن يؤدي ذلك إلى عدد من المزايا المتعلقة بإمكانية الوصول الإلكتروني وإبراز مجال البحث في الفنون والعلوم الإنسانية.
في أكتوبر عام 2007، اختار المجلس الاستشاري لوكالة Nordbib نظام «مشروع أرشيف مطبوعات العلوم الإنسانية (hprints)» لاستخدامه في أرشيف الطباعة الإلكترونية للفنون والعلوم الإنسانية. وقد كانت هناك ثلاثة بدائل ممكنة: برنامج الأرشيف الإلكتروني للمطبوعات (EPrints) من جامعة ساوثهامبتون، برنامج LUR من مكتبات جامعة لوند، وHAL من المجلس الوطني الفرنسي للأبحاث (CNRS). ويعد كل من EPrints و LUR برامج مجانية مفتوحة المصدر يمكن إعدادها محليًا أو تقديمها تجاريًا، بينما HAL فهو أرشيف عامل، يمكن ضبط البوابات عليه.
في اجتماع المجلس الاستشاري لأرشيف مطبوعات العلوم الإنسانية في أكتوبر، تقرر أن يتم التعاون مع المجلس الفرنسي للأبحاث، المركز الوطني للبحوث العلمية (CNRS). ومن ثم، يتم إعداد الأرشيف الإلكتروني للمطبوعات في مجالي الفنون والعلوم الإنسانية لدول الشمال باعتباره بوابة HAL دول الشمال مع تخطيطه وتكييفه وفقًا لشروط أرشيف مطبوعات العلوم الإنسانية.
في مارس عام 2008 تم افتتاح أرشيف مطبوعات العلوم الإنسانية ليكون متاحًا للجميع. ومنذ ذلك الحين، أصبح الأرشيف جزءًا من HAL وسيتم مشاركة أوراقه مع الأرشيف الوطني الفرنسي.

## وصلات خارجية
- hprints.org website
- hprints group in Nature Network
- hprints project website